# Øyvind Mellemstrand
Øyvind Mellemstrand (Stord, 17 ottobre 1969) è un ex calciatore norvegese, di ruolo difensore.

## Carriera

### Club
Mellemstrand esordì nella 1. divisjon con la maglia del Viking. Il 29 luglio 1990, infatti, fu schierato titolare nella vittoria per 1-3 sul Fyllingen. Il 16 giugno 1991 segnò la prima rete nella massima divisione norvegese, sancendo il successo per 1-0 sul Kongsvinger. Nello stesso anno, il Viking si aggiudicò la vittoria finale in campionato. Nel 1995 passò allo Haugesund, per poi trasferirsi allo Stord.

### Nazionale
Mellemstrand partecipò al mondiale Under-20 1989 con la Nazionale di categoria. Conta poi 3 presenze per la Norvegia under 21.